# Željko Lukajić
Željko Lukajić (in serbo Жељко Лукајић?; Goražde, 14 dicembre 1958) è un allenatore di pallacanestro serbo.

## Palmarès
- Campionato bulgaro: 1

Academic Sofia: 2007-08
- Campionato bosniaco: 1

Igokea: 2014-15
- Coppa di Jugoslavia: 1

Partizan Belgrado: 1994
- Coppa di Bosnia ed Erzegovina: 2

Igokea: 2007, 2015
- Coppa di Bulgaria: 1

Academic Sofia: 2008
- Coppa di Macedonia: 1

MZT Skopje: 2018
- Lega Adriatica: 1

Hemofarm Vršac: 2004-05